# Autostrada 416
Autostrada 416 (ang. Highway 416, oficjalnie Veterans Memorial Highway) - autostrada w Kanadzie, we wschodniej części prowincji Ontario. Przebiega na południe od Ottawy do Prescott, gdzie łączy się z autostradą 401. Długość wynosi 76 km. Budowę autostrady zakończono w 1999.